# Krasnodarska Wyższa Szkoła Wojskowa
Krasnodarska Wyższa Szkoła Wojskowa im. generała armii S.M. Sztemienko odznaczona orderami Żukowa, Rewolucji Październikowej i Czerwonego Sztandaru (ros. Краснодарское высшее военное орденов Жукова и Октябрьской Революции Краснознаменное училище имени генерала армии С.М. Штеменко) – rosyjska wyższa szkoła wojskowa, która szkoli specjalistów wojskowych w zakresie ochrony informacji dla wszystkich rodzajów Sił Zbrojnych Federacji Rosyjskiej, centralnych organów dowodzenia Ministerstwa Obrony i innych federalnych organów wykonawczych Federacji Rosyjskiej, a także żołnierzy sił zbrojnych państw obcych, w tym państw WNP, w obszarze bezpieczeństwa informacji.
Uczelnią od 1920 dowodzi komendant (szef) gen. mjr Igor Szpyrnia